# محمد عصام الطيار
محمد عصام الطيار (مواليد 7 أبريل 1996) هو لاعب كرة يد مصري يلعب كحارس مرمى في النادي الأهلي.

## الحياة العملية
درس طيار الهندسة في جامعة عين شمس، لم يكتف الطيار بإنجازاته الكروية بل على الصعيد الدراسى أيضاً يدرس حارس مرمى الأهلى في كلية الهندسة، إلى جانب مشاركته مع الأهلى ومنتخب مصر في المباريات.

## المشوار الرياضي
بدأ الطيار رحلته مع رياضة السباحة، لكن بعد ذلك لكرة اليد، وتحديدًا في فريق الناشئين بالنادي الأهلي، ولم يبدأ في مركز حراسة المرمى، لكن بعدما وجد فيه مدربوه مهارات مميزة في مركز حراسة المرمى فاتجه لهذا المركز.
صعد للفريق الأول بعد أدائه المميز مع الناشئين بالأهلي، حيث شارك مع الفريق الأول في بطولة الإفريقية تحت قيادة المدرب عاصم السعدني.
في المنتخب الأول فكان أول بطولة دولية يشارك فيها الطيار هي بطولة الجولدن ليج، بقيادة مدرب المنتخب السابق مروان رجب.

## روابط خارجية
- محمد عصام الطيار على موقع الاتحاد الدولي لكرة اليد (الإنجليزية)
- محمد عصام الطيار على موقع اللجنة الأولمبية الدولية (الإنجليزية)
- محمد عصام الطيار على موقع أوليمبيديا (الإنجليزية)